# Alycaulus trilobatus
Alycaulus trilobatus är en tvåvingeart som beskrevs av Edwin Möhn 1964. Alycaulus trilobatus ingår i släktet Alycaulus och familjen gallmyggor. Inga underarter finns listade i Catalogue of Life.